# 粛侯 (趙)
粛侯（しゅくこう、生年不詳 - 紀元前326年）は、戦国時代の趙の君主。名は語。成侯の子。子に武霊王。

## 生涯
父により太子に立てられた。
紀元前350年、成侯が死去すると、公子緤と侯位を争い、即位した。公子緤は敗れて韓に亡命した。
紀元前349年、晋君の居城の端氏を奪い、晋君を屯留に移した。紀元前348年、粛侯は魏の恵王と陰晋で会合した。
紀元前347年、公子范が反乱を起こし、邯鄲を襲撃したが、敗死した。
紀元前346年、粛侯は周の顕王に朝見した。
紀元前344年、軍を派遣して斉を攻撃し、高唐を攻め落とした。
紀元前343年、趙の公子刻が魏の首垣を攻撃した。
紀元前339年、魏を攻撃した。
紀元前335年、寿陵を立てた。
紀元前334年、粛侯は大陵に遊んで、鹿門に出た。大戊午が馬をつかんで粛侯を諫めた。
紀元前333年、軍を派遣して魏の黄を包囲したが、落とせなかった。長城を築いた。
紀元前332年、斉と魏の攻撃を受けた。趙軍が黄河を決壊させて両軍にそそがせると、斉・魏の軍は撤退した。
紀元前328年、趙疵が秦と戦って敗れ、河西で殺害された。秦は趙の藺と離石を奪った。
紀元前326年、粛侯は死去した。在位24年。